# Fatima Masumahs helgedom

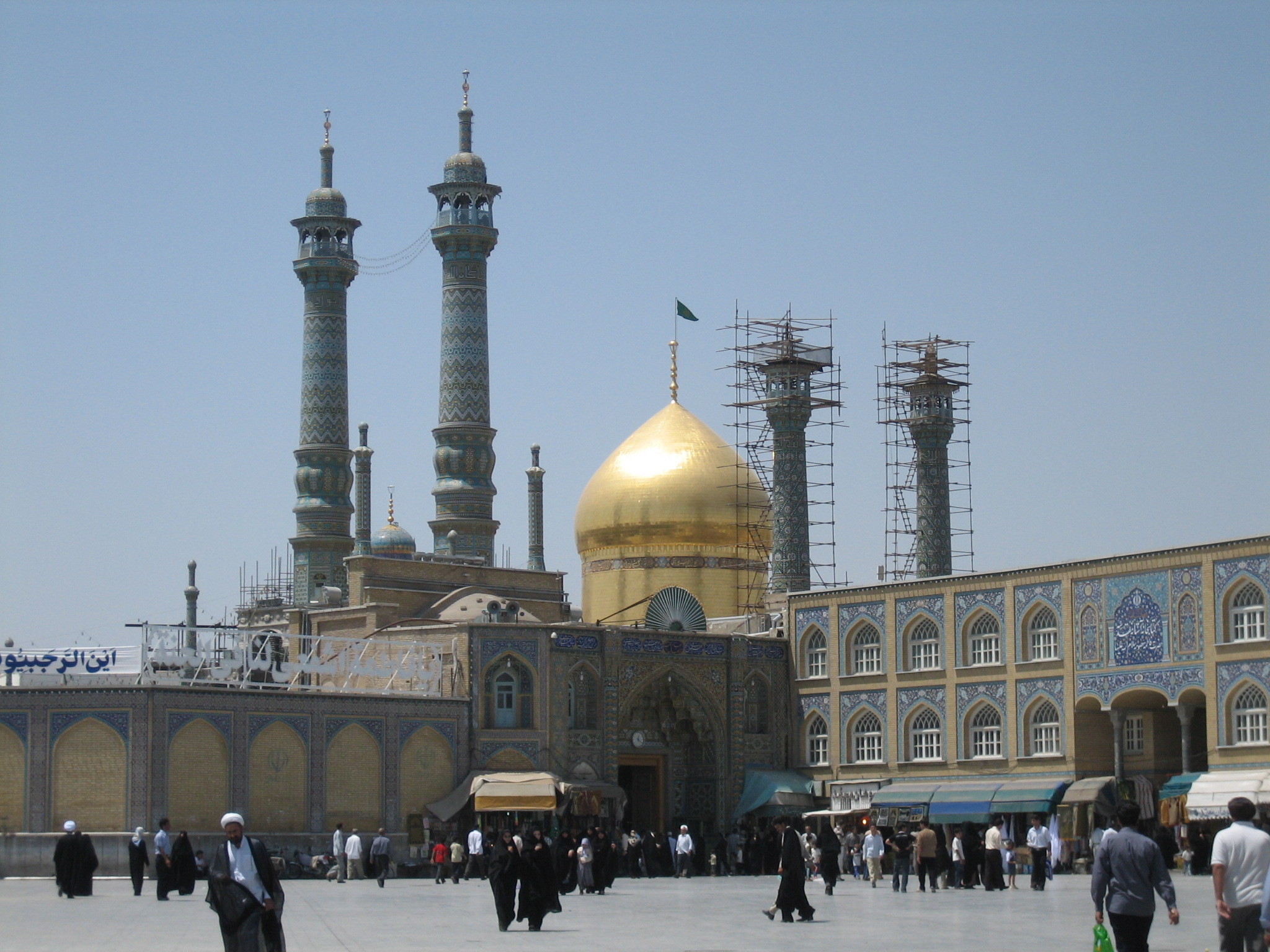
Fatima Masumahs helgedom i Qom.

Fatima Masumahs helgedom (persiska: حرم فاطمهٔ معصومه) ligger i staden Qom i Iran. Helgedomen är gravplatsen för Fatima Masumah (Fatima den oskyldiga), dotter till den sjunde shiaimamen Musa al-Kazim och syster till den åttonde shiaimamen Ali ar-Rida. Helgedomen är också gravplats för tre döttrar till den nionde shiaimamen Muhammad Jawad at-Taqi.
Fatima Masumah dog av sjukdom när hon var på resa till sin bror Imam Reza, och begravdes i Qom år 816. Hennes gravplats gjordes tillgänglig för allmänheten av Musa ibn Kharaj, som var Qoms ledande dignitär vid denna tid. Platsen blev populär bland pilgrimer under 800- och 900-talen.
Helgedomskomplexet består av en gravkammare, tre innergårdar och tre stora bönehallar på en yta av totalt 38 000 kvadratmeter. De första delarna byggdes av Abbas den store tidigt på 1600-talet. Runt helgedomen finns ett stort antal religiösa skolor (madâres). Under sasaniderna var platsen en helig ort för Anahita-kulten som var tillägnad den iranska fruktbarhetsgudinnan. Av detta skäl deporterade araberna stadens persiska befolkning och araber bosatte sig där i stället.
Fatima Masumahs helgedom finns avbildad på de iranska 50-rials-mynten, som utges sedan 2004.

## Bildgalleri

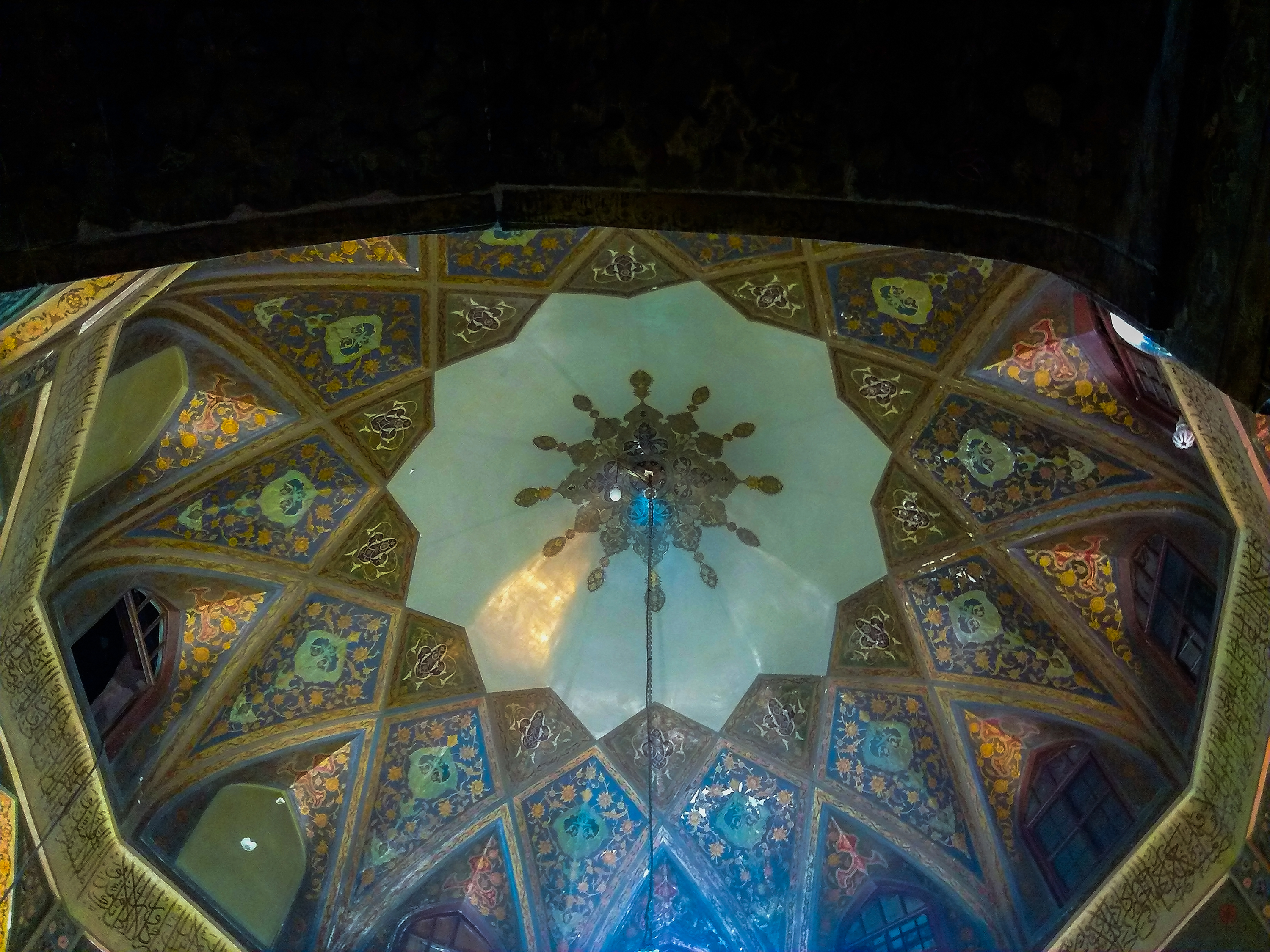
Insidan av en kupol i helgedomen.
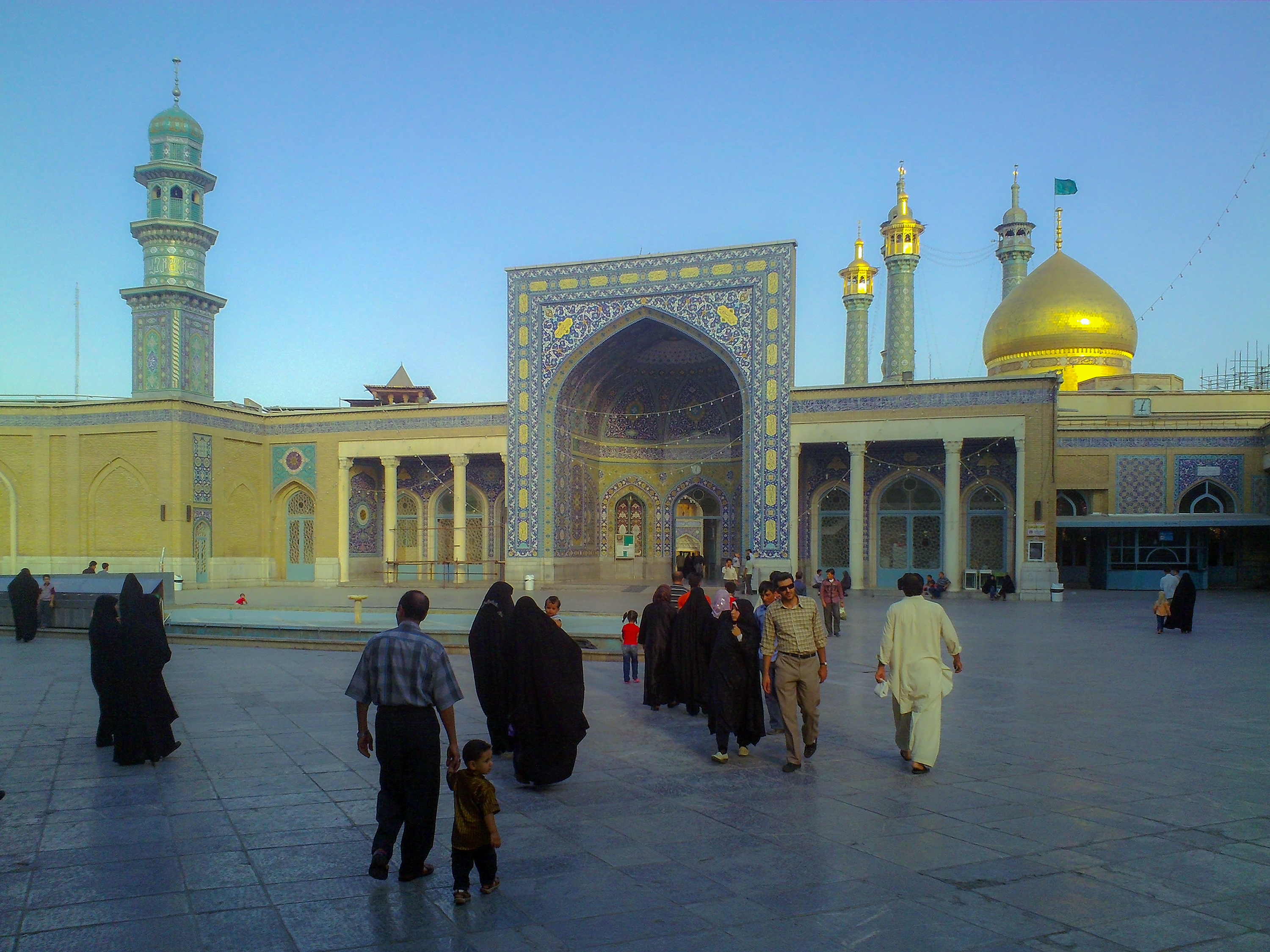
Folk promenerar ute på en av gårdarna i helgedomen.
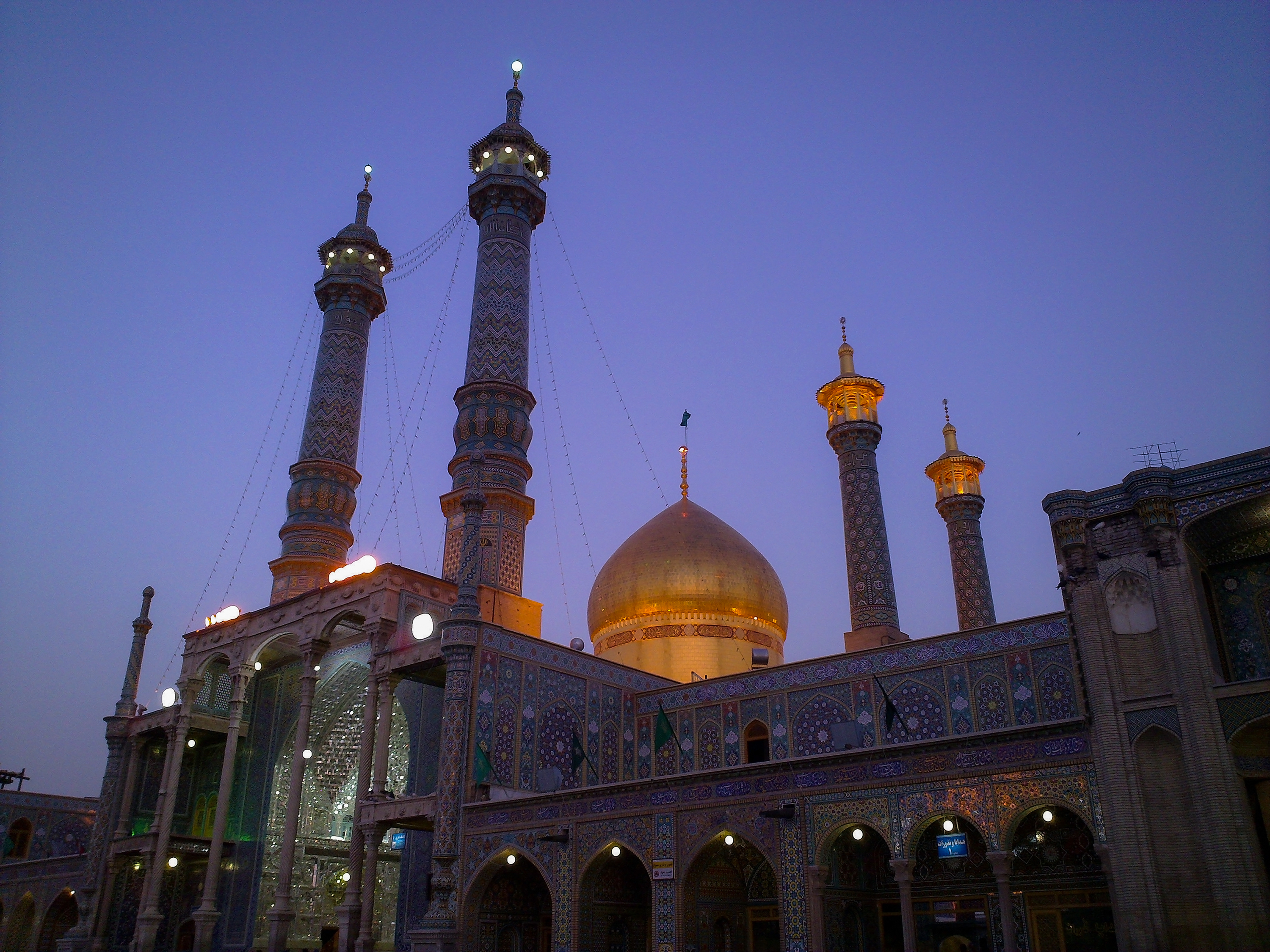
Den gyllene kupolen under vilken Fatima Masuma är begravd.
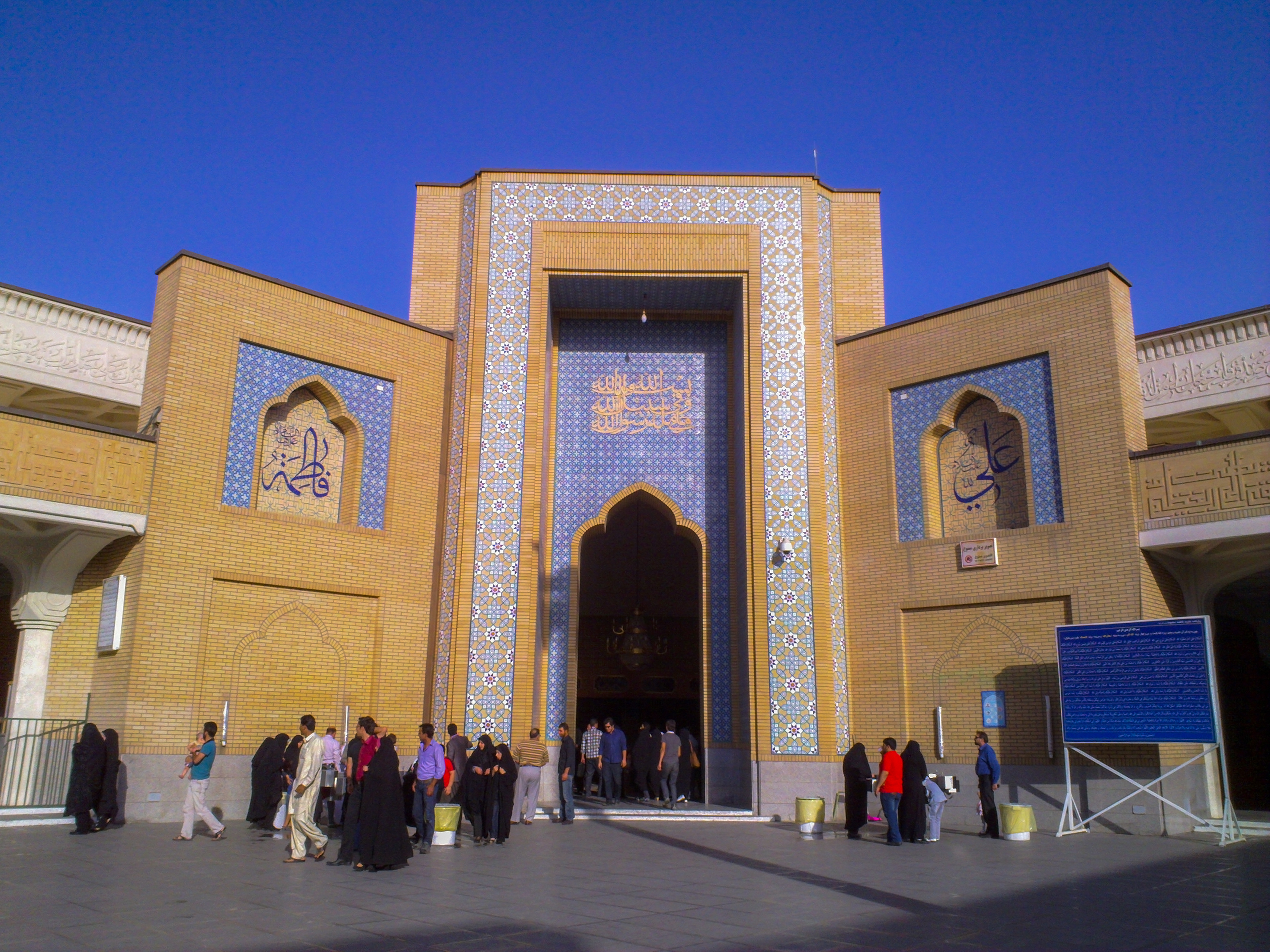
En av ingångarna till insidan av helgedomen.
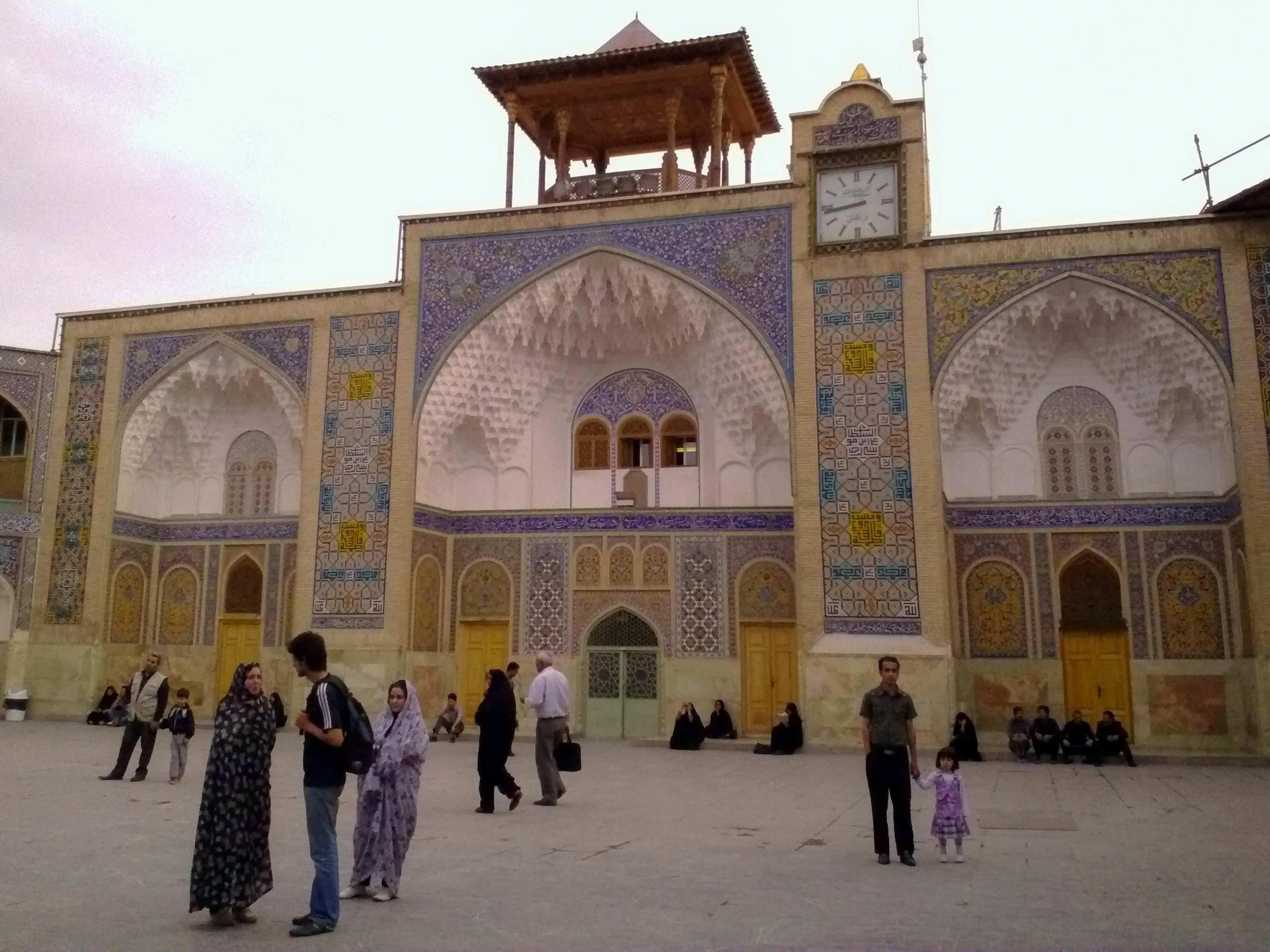
En av gårdarna i helgedomen.